# Narialkissen

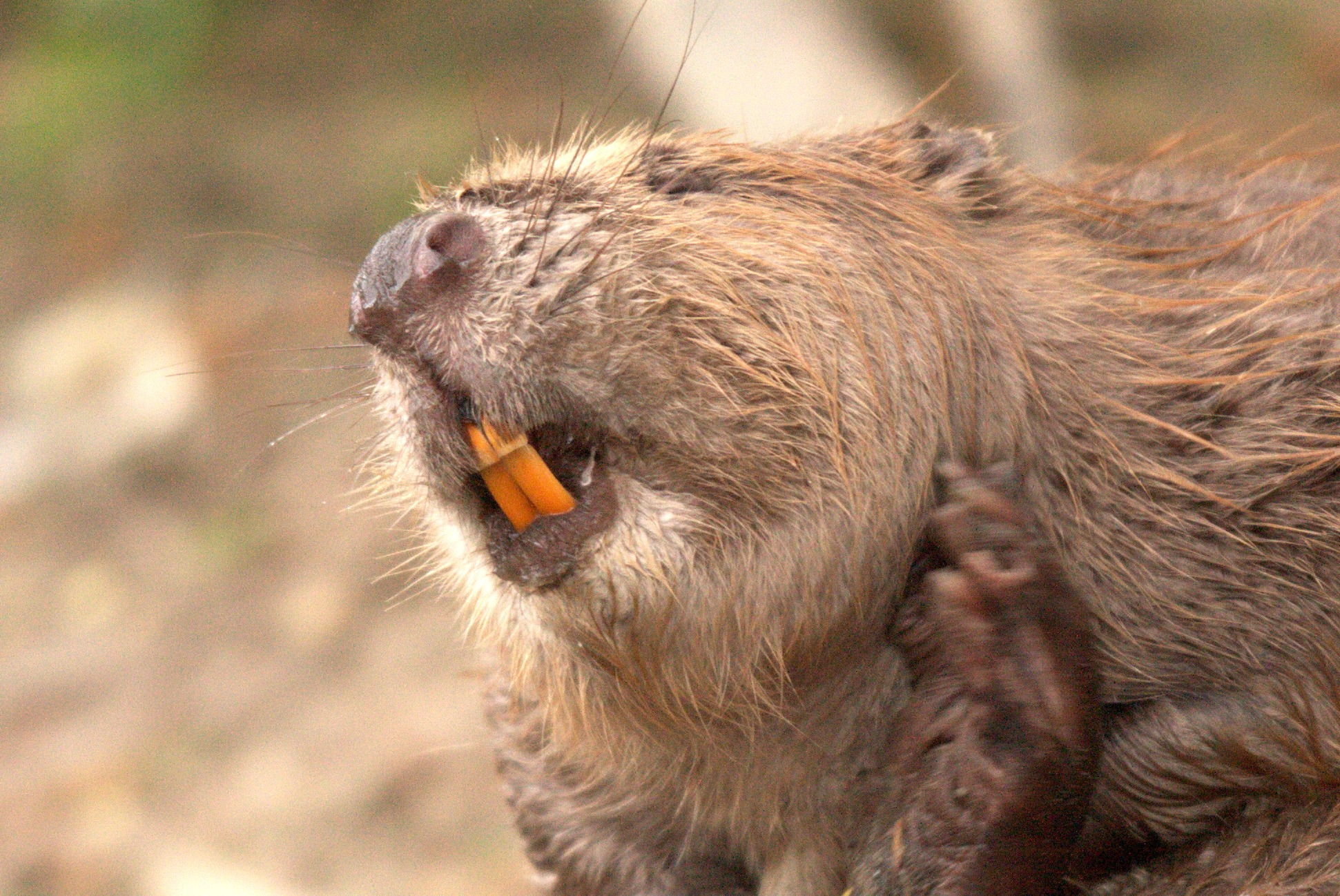
Bei Bibern sind die Narialkissen seitwärts in den Rand der Nasenlöcher verlagert.

Narialkissen sind hauptsächlich auf die Pars internarica des Nasenspiegels zurückgehende Gebilde im Bereich der Nasenlöcher von Nagetieren und Hasenartigen. Sie bestehen aus zwei mittwärts miteinander verschmolzenen Schenkeln, dem oberen Crus superius und dem unteren Crus inferius. Bei Nagetieren kann der Crus superius einen rundlichen, mit Rhinoglyphen versehenen und als Areola circularis bezeichneten Bereich aufweisen.
Der taktilen Wahrnehmung dienend sind die Narialkissen mit einer Kombination aus Merkel-Zellen, Vater-Pacini-Körperchen und freien Nervenendigungen versehen.
Narialkissen stellen ein gemeinsam abgeleitetes Merkmal der als Glires zusammengefassten Nagetiere und Hasenartigen dar. Entwicklungsgeschichtlich gliederte sich die Pars internarica des Nasenspiegels zunächst durch eine seichte, quer verlaufende Furche zunehmend von der Pars supranarica ab. Die Furche entwickelte sich zum tieferen Sulcus transversus weiter und die vorstehenden Narialkissen entstanden durch die Verkleinerung von Teilen der Pars supralabialis und durch eine Vertiefung des mittig verlaufenden Sulcus medianus. Dabei gingen die mit dem Tastsinn in Verbindung gebrachten Rhinoglyphen des Nasenspiegels außer auf den Narialkissen verloren. Mit der Verkleinerung des Nasenspiegels und der Beschränkung des Tastsinns auf vorstehende Bereiche ging der Verlust des Stöberns, des Durchwühlens des Bodens mit der Schnauze, einher. Dies steht vermutlich mit der Entwicklung der Nagezähne in Verbindung, die auch als Werkzeug zur Bearbeitung und zur Erkundung dienen.
Besonders bei Nagetieren sind die Narialkissen vielfältig umgebildet.
Ursprünglich sind sie einander genähert, vorstehend und zweischenklig ausgebildet. Sekundär können sie seitwärts verlagert, durch Fehlen des Sulcus transversius mit der Regio supranarica verbunden oder miteinander verschmolzen sein. Sie können zu Polstern reduziert sein, sich im Innenwinkel der Nasenlöcher befinden und nur noch aus einem Schenkel bestehen.